# کلئیستنس
کلئیستِنِس، یکی از اشراف آتن باستان از خاندان آلکمئونید بود. او به این سرشناس است که با اصلاح قوانین آتن باستان در سال ۵۰۸ پیش از میلاد، زمینه را برای دموکراسی فراهم کرد. به خاطر همین سوابق، تاریخنگاران او را به عنوان "پدر دموکراسی آتنی" نامگذاری کرده‌اند. پدربزرگ مادری او کلئیستنس سیکونی، جبار شهر سیکون بود. او همچنین معروف است که قدرت عوام را بیشتر کرده و به نفوذ اشراف آسیب رسانده است.

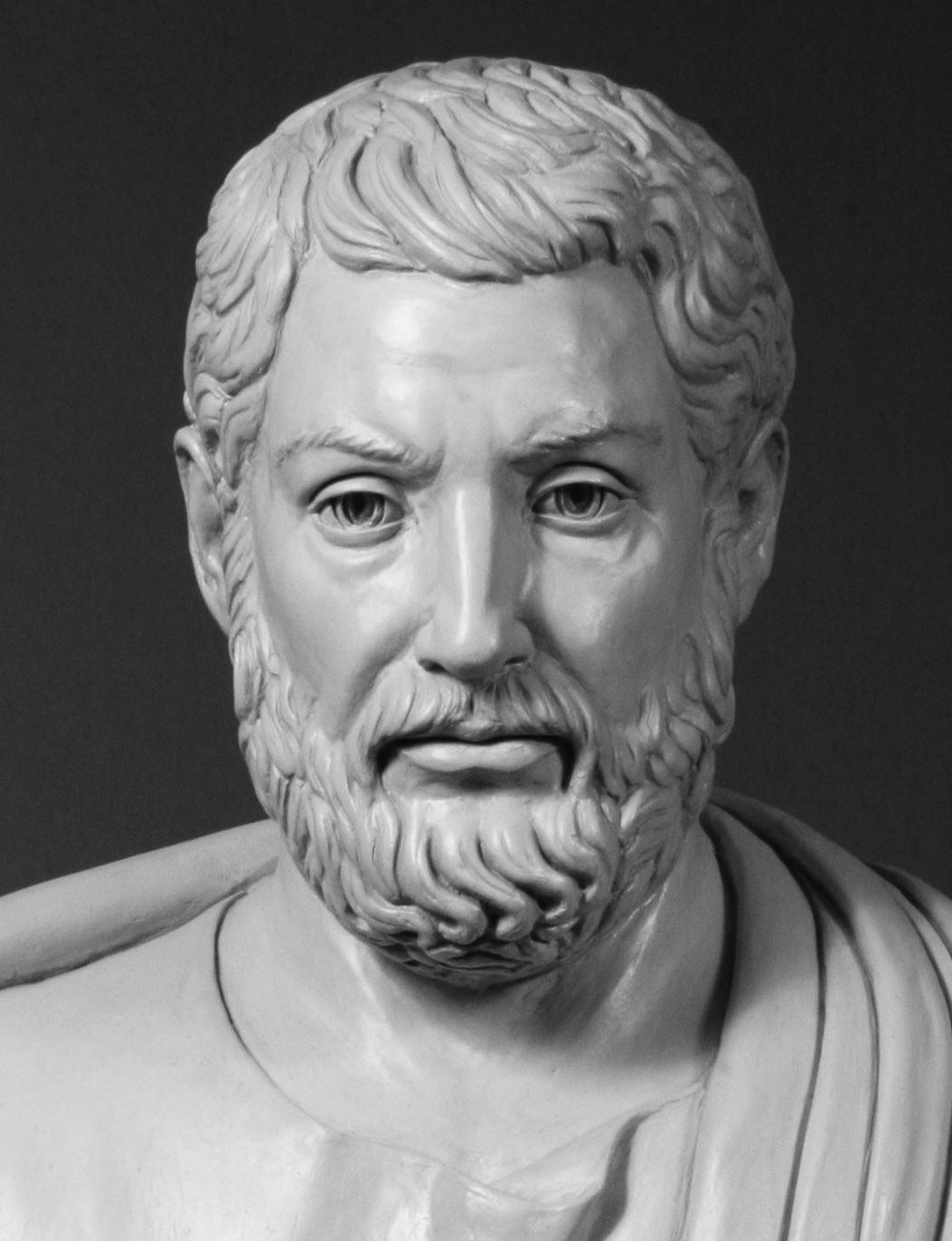
کلئیستنس، پدر دموکراسی آتنی

او همچنین عموی مادر پریکلس و پدربزرگ مادری آلکیبیادس بود.
وی رهبری جریان مخالف هیپیاس(پسر پیسیستراتوس) را به عهده داشت و با کمک کلئومنس پادشاه اسپارت توانست هیپیاس را سرنگون کند. پس از به قدرت رسیدن، ساختار سیاسی قبیله‌ای آتن را دگرگون کرده و آنرا از چهار قبیله، به ده بخش تبدیل کرد. به بخشهای آتن دمه یا دموس میگفتند. و واژه دموکراسی از همینجا آمده‌است.
از سرنوشت کلئیستنس پس از این اقدامات چیزی گفته نشده است. شاید به سرنوشت استراسیزم (تبعید) دچار شده باشد.
بسیاری از صاحب نظران عصر جدید، او را پایه‌گذار نظامهای سیاسی امروزین میدانند.